# Book of Shadows: Blair Witch 2
Book of Shadows: Blair Witch 2 (No Brasil, A Bruxa de Blair 2: O Livro das Sombras) é um filme estadunidense de terror em forma de pseudodocumentário, lançado em 27 de outubro de 2000, dirigido por Joe Berlinger. O filme é a sequência de The Blair Witch Project lançado em 1999. Estreou nos cinemas do Brasil a 9 de fevereiro de 2001 e em Portugal a 13 de abril do mesmo ano.

## Sinopse
Tudo começa nos dias atuais na cidade de Burkittsville, Maryland, um grupo de jovens cineastas viajam para uma floresta, em busca de rodar um documentário sobre uma força maligna chamada "Bruxa de Blair". Eles acampam perto da base que foi a casa de Rustin Parr, o eremita que foi enforcado pelo assassinato de sete crianças, um crime que deu início ao projeto "Bruxa de Blair".
Na manhã seguinte, os viajantes acordam sem terem se lembrado de como e a que horas haviam se deitado. Quando voltam para a cidade, estranhos eventos acontecem. Símbolos começam a aparecer em seus corpos, crianças choram à noite, visões arrepiantes confundem os olhos. Aí eles percebem que talvez não tenham deixado a floresta sozinhos.
O sucesso do filme fez com que uma grande indústria de turismo fosse criada em torno de Burkittsville, onde o videotape fora rodado. Com isso, um empresário local criou a "Caça à Bruxa de Blair", uma excursão repleta de aventura em plena floresta onde o primeiro filme fora rodado, em que os interessados em participar devem se inscrever pela internet. Entretanto, quando os primeiros turistas chegam ao local, bruxaria, fatos bizarros e assustadores começam a ocorrer de forma descontrolada, fazendo com que todos tentem de qualquer maneira escapar da floresta e da maldição da Bruxa de Blair.

## Elenco
- Kim Director — Kim Diamond
- Jeffrey Donovan — Jeffrey Patterson
- Erica Leerhsen — Erica Geerson
- Tristine Skyler — Tristen Ryler
- Stephen Barker Turner — Stephen Ryan Parker
- Lanny Flaherty — Xerife Cravens

## Trilha sonora
A trilha sonora do filme foi lançada pela Priority Records.

### Faixas
1. "The Reckoning" - Godhead
2. "Lie Down" - P.O.D.
3. "Goodbye Lament" - Tony Iommi/Dave Grohl
4. "Dragula (Hot Rod Herman Remix)" - Rob Zombie
5. "Mind" - System of a Down
6. "Stick It Up" - Slaves on Dope
7. "Disposable Teens" - Marilyn Manson
8. "Soul Auctioneer" - Death in Vegas
9. "PS" - Project 86
10. "Old Enough" - Nickelback
11. "Feel Alive" - U.P.O.
12. "Tommy (Don't Die)" - Steaknife
13. "Arcarsenal" - At the Drive-In
14. "Human" - Elastica
15. "Feel Good Hit of the Summer" - Queens of the Stone Age
16. "Poe" - [Hunted]
17. "Poe" - [Control]